# Clara Giolito de Ferrari
Clara Giolito de Ferrari o Chiara Giolito de Ferrari (fl. XVI secolo) è stata una tipografa italiana, attiva a Trino probabilmente tra il 1585 (?) e il 1596.

## Biografia
Clara Giolito de Ferrari appartiene a una delle più importanti dinastie di tipografi del Rinascimento italiano, i Giolito de Ferrari. Non si hanno notizie certe sul luogo e la data di nascita, ma è noto che, prima dell'inizio dell'attività di Clara, avvenuta intorno al 1585, Giovanni Giolito de Ferrari “il Vecchio”, suo figlio Giovanni Francesco (fratello del più noto Gabriele) e Bernardino Stagnino avevano lavorato a Trino  come tipografi ed editori tra il XV e il XVI secolo. Non si sa se Clara fosse stata la figlia o la vedova di Giovanni Francesco, ma, alla sua morte, avvenuta nel 1579, ella ne ereditò e gestì la stamperia, l'unica attiva a Trino, dal 1579 al 1595, stampando editti ufficiali per i Gonzaga, Duchi di Mantova. Nell'ambiente tipografico del XVI secolo, come in molti altri ambiti professionali, la prosecuzione dell'attività da parte di eredi femminili  (figlie, sorelle o vedove) era caratterizzata da una prevalente aderenza ai programmi editoriali precedentemente stabiliti da padri o consorti; inoltre il successo di queste attività dipendeva in larga parte anche dal rinnovo dei privilegi preesistenti. In tale contesto, la maggior parte delle donne tipografe non firmava con il proprio nome le opere prodotte, bensì, designandosi semplicemente come erede della tipografia principale. Tale consuetudine non era peraltro limitata alle sole eredi donne; anche i figli maschi spesso firmavano le proprie opere in questo modo. Tra le poche donne che, in questo periodo, siglarono con il proprio nome in colophon, si annoverano Caterina De Silvestro, Elisabetta Rusconi, Girolama Cartolari e, appunto, Clara Giolito de Ferrari, a testimonianza della rilevanza assunta dalla stampatrice trinese. L'entrata nel mondo della stampa di Clara, che iniziò utilizzando il materiale tipografico ereditato, è attestata dalla modifica di una delle marche editoriali di Giovanni Francesco Giolito de Ferrari: lo scudo araldico con le sue iniziali F.G.F.. Quando Clara subentrò nella conduzione della tipografia cambiò le iniziali, presenti nello scudo araldico, inserendo C.G.F..

## Marche tipografiche utilizzate[10]

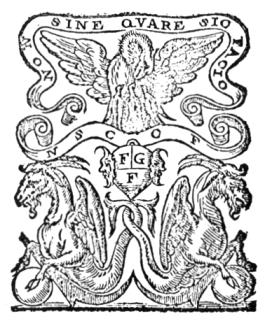
Pellicano si squarcia il petto per nutrire i piccoli su un'anfora con iniziali FGF retta da due capricorni

Clara fece pertanto parte di quel gruppo di donne tipografe che riuscirono a stampare con il proprio nome e cognome. Le marche tipografiche utilizzate da Giovanni Francesco (marito o padre di Clara) furono due.
La prima era costituita da uno scudo sostenuto da due soldati, o da due angeli, entro il quale era presente un cuore con triplice croce e le iniziali "F.G.F.".
La seconda marca era rappresentata da un pellicano nell'atto di squarciarsi il petto per nutrire i piccoli su un'anfora sorretta dalle code intrecciate di due mostri.
Anche questa seconda marca includeva le stesse iniziali, disposte sull'anfora. Posto sopra vi era un nastro con riportate le iniziali NSCCF, che si suppone possano indicare la dicitura "Non senza causa ciò faccio", ossia la versione italiana del motto latino "Non sine quare, sic facio". Questa ultima marca fu usata anche da Clara Giolito, che stampò con essa poche edizioni, circa una decina, sottoscritte tra il 1585 e il 1596.

## Edizioni stampate

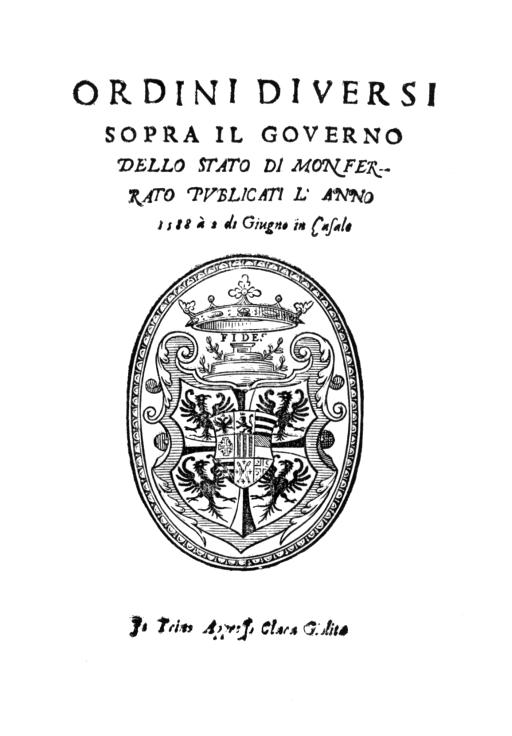
Frontespizio, pubblicazione Clara Giolito de Ferrari anno 1588

Di seguito un elenco per anno.

### 1588
Monferrato <Ducato>, Ordini diuersi sopra il gouerno dello Stato di Monferrato publicati l'anno 1588 a' 2 di giugno in Casale.

### 1590 (?)
Nuoua scelta di villanelle di diuersi autori con la canzon de Caterinon con la Tognina. Raccolte da Zan Cazamolletta à d'instanza di chi la comprerà.

### 1593
Monferrato <Ducato>, Ordini diuersi per beneficio.
Monferrato <Ducato>, Vincenzo per la gratia di Dio, duca di Mantova, et di Monferrato etc. Non cessando noi con beneuolo, et paterna cura, di solleuare sempre, et beneficiare, i sudditi nostri, maggiormente v'inuigiliamo quando ne vediamo il bisogno; onde considerando, i tempi calamitosi passati, et presenti ... ci piace, per bene anco publico, di significar' loro con nuoue dimostrationi, la buona volontà, che li portiamo; et così veniamo, con cordial affetto, à fare ad essi sudditi nostri ... le sussequenti gratie ... Tuttidonque, i sudditi nostri predetti di questo ducato ... vogliamo, che abbiano, et s'intendano hauere gratia, et remissione generale d'ogni condennatione, ò bando ... data nella città nostra di Casale, à 27 di marzo 1593(?).
Mayenne, Charles: de Lorraine <duca di>, Dechiaratione fatta per il duca d'Umena locotenente generale dello Stato, & corona di Francia. Tradotta dalla lingua francese in lingua italiana.

### 1594
Serafino Guglielmo, Gulielmi Seraphini philosophi ac medici Tridinensis. De compositione medicamentorum omnium tam intrinsecus assumendorum quam extrinsecus admouendorum. De eorum, ac simplicium mixtione, exhibendi ratione, vsuque in singulis morbis; conuenienti quantitate, et formulis describendis libri tres.
Deffensorium. A doctissimis theologis, et sacrorum canonum professoribus, necnon a peritissimi vtriusque iuris doctoribus in fauorem admodum r.p.f. Clementis Ferrae de Liburno, praedicatoris lectoris, ac monasterij Sanctae Crucis Casalis, ducatus Montisferrati prioris ... mensis Octobris anno 1594. Casalis compilatum.

### 1595
Monferrato <Ducato>, Vincenzo per la gratia di Dio, duca di Mantova, et di Monferrato etc.
Pellisson, Jean, Contextus vniuersae grammatices despauterianæ primæ partis syntaxeos artis versificatoriæ, et figurarum: cum suorum commentarium epitome, quam fieri potuit breuissime concinnata. Per Io. Pellissonem Condriensem.

### 1596
Serafino Guglielmo, De compositione medicamentorum tam intrinsecus assumptorum [!], quam extrinsecus admovendorum, de eorum ac simplicium mixtione, exibendi ratione, usuque in singulis morbis convenienti quantitate et formulis describendis li. III; editio altera.

## Varianti del nome sulle edizioni[19]
Intestazione:
- Giolito De Ferrari, Chiara

Usata in: Istituto Centrale per il Catalogo Unico delle biblioteche italiane e per le informazioni bibliografiche - Roma (Italia)
- Varianti:
  - Clara Giolita de' Ferrari
  - Clara Giolito de' Ferrariis [20]
  - Clara Iolita de Ferrariis
  - Giolita, Clara [21]
  - Giolita de' Ferrari, Clara  [22]
  - Giolito, Chiara [23]
  - Giolito de Ferrari, Chiara [24]
  - Giolito de' Ferrari, Clara [25]
  - Iolita De Ferrariis, Clara, [26]